# Зевксидам
Зевксидам (на старогръцки: Ζευξίδαμος, Zeuxidamos), син на Анаксандрид I, и внук на Теопомп, е 10-ият цар на Спарта от династията Еврипонтиди на Прокъл, през 719 пр.н.е. – 675 пр.н.е. (или 645 – 625 пр.н.е.).
През четвъртата година на 23. Олимпиада (685/684 пр.н.е.) въстават подчинените месенци с вожд Аристомен.
Той помага на Анаксандър от династията на Агидите в битките против въстаналите месенци.
Сменен е от син му Анаксидам.